# Baie de Morecambe
La baie de Morecambe est une grande baie du nord-ouest de l'Angleterre, près de l'île de Man, qui s'ouvre sur la Mer d'Irlande : elle est située juste au sud du parc national du Lake District. Il s'agit de la plus grande étendue de vasières intertidales et de sable du Royaume-Uni, couvrant une superficie totale de 310 km2. En 1974, le deuxième plus grand gisement de gaz du Royaume-Uni a été découvert à 40 km à l'ouest de Blackpool, avec des réserves initiales s'élevant à plus de 200 milliards de mètres cubes.
À son apogée, la baie fournissait 15% de l'approvisionnement en gaz de la Grande-Bretagne, mais la production est actuellement en déclin et le principal gisement a été placé en réserve en 2011.

## Caractéristiques naturelles
Les fleuves Leven, Kent, Keer, Lune et Wyre se déversent dans la baie, et à l'intérieur de celle-ci, leurs différents estuaires forment des péninsules. Une grande partie de la terre entourant la baie est assainie, formant des schorres utilisés pour l'agriculture. La baie de Morecambe est également un site important pour la faune, on peut y voir une abondance d'oiseaux et des habitats marins variés, il y a aussi un observatoire d'oiseaux (en) sur l'île Walney. La baie est riche en lits de Cardiidae, pêchés par les habitants depuis des générations.
Il y a sept îles principales dans la baie; Walney, Barrow, Sheep (en), Piel, Chapel (en), Foulney (en) et Roa, elles sont toutes situées au nord, Walney étant sensiblement la plus grande d'entre elles, avec sa pointe sud, marquant le coin nord-ouest de la baie. Les îles Sheep, Piel, Chapel et Foulney peuvent être atteintes à marée basse en étant particulièrement prudent. Il est recommandé de demander des conseils sur place si se rendre aux îles Chapel ou Piel est considéré comme extrêmement dangereux lors des marées rapides ou en période de sables mouvants. L'île Roa est reliée au continent par une chaussée, tandis que l'île Barrow a été reliée au continent comme faisant partie du système relatif aux bassins de Barrow-in-Furness.

## Histoire
Pour traverser la baie, il existe depuis des siècles des guides locaux nommés par la royauté, (les Queen's Guides to the Sands (en)). Cette difficulté de traverser la baie s'ajoutait à l'isolement de la terre située au nord qui, en raison de la présence des montagnes du Lake District, ne pouvait être atteinte qu'en ferry ou en traversant les sables, jusqu'à la construction en 1857 du Chemin de fer de Furness (en) qui longe le bord de la baie et traverse les différents estuaires. Le chemin de fer Londres-Glasgow opère également le long de la baie sur un bref parcours, le seul endroit où, en réalité, la West Coast Main Line fonctionne le long de la côte.
La baie est célèbre pour ses sables mouvants et ses marées à mouvement rapides (on dit que la marée peut venir « aussi vite qu'un cheval peut courir »). Dans la nuit  du 5 février 2004 (en), 23 immigrants chinois ramasseurs de coquillages se noyèrent après avoir été pris par les marées. Cette tragédie conduisit certains commentateurs à suggérer que les lits de coquillages devaient être fermés jusqu'à l'introduction de meilleures mesures de sécurité.
La baie de Morecambe a été présentée dans le programme télévisé Seven natural Wonders (BBC) comme l'une des merveilles du nord.

## Populations
Quelques 319 100 personnes vivent le long du littoral de la baie de Morecambe. La plus grande ville de la baie est Barrow-in-Furness, située au nord-ouest de celle-ci, mais elle est suivie de près par la ville dont le nom provient de la baie (Morecambe s'appelait auparavant Poulton-le-Sands (en)). Morecambe a compté sur la baie pendant de nombreuses années, car il s'agissait d'une destination balnéaire populaire pour les vacances, tandis que Barrow compte encore sur les mers pour un grand pourcentage de son économie avec la construction de navires et de sous-marins.

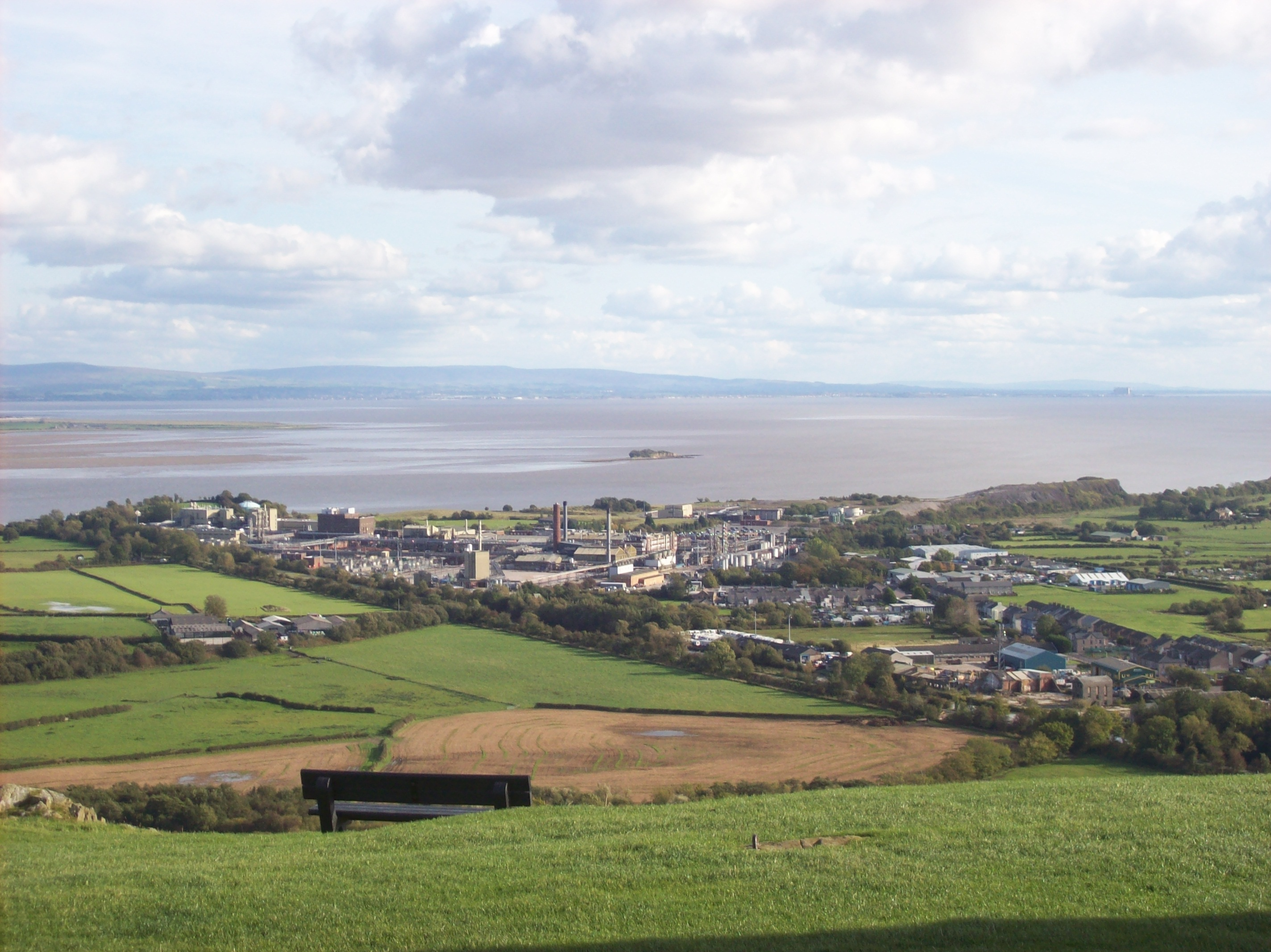
La baie de Morecambe vue depuis Ulverston
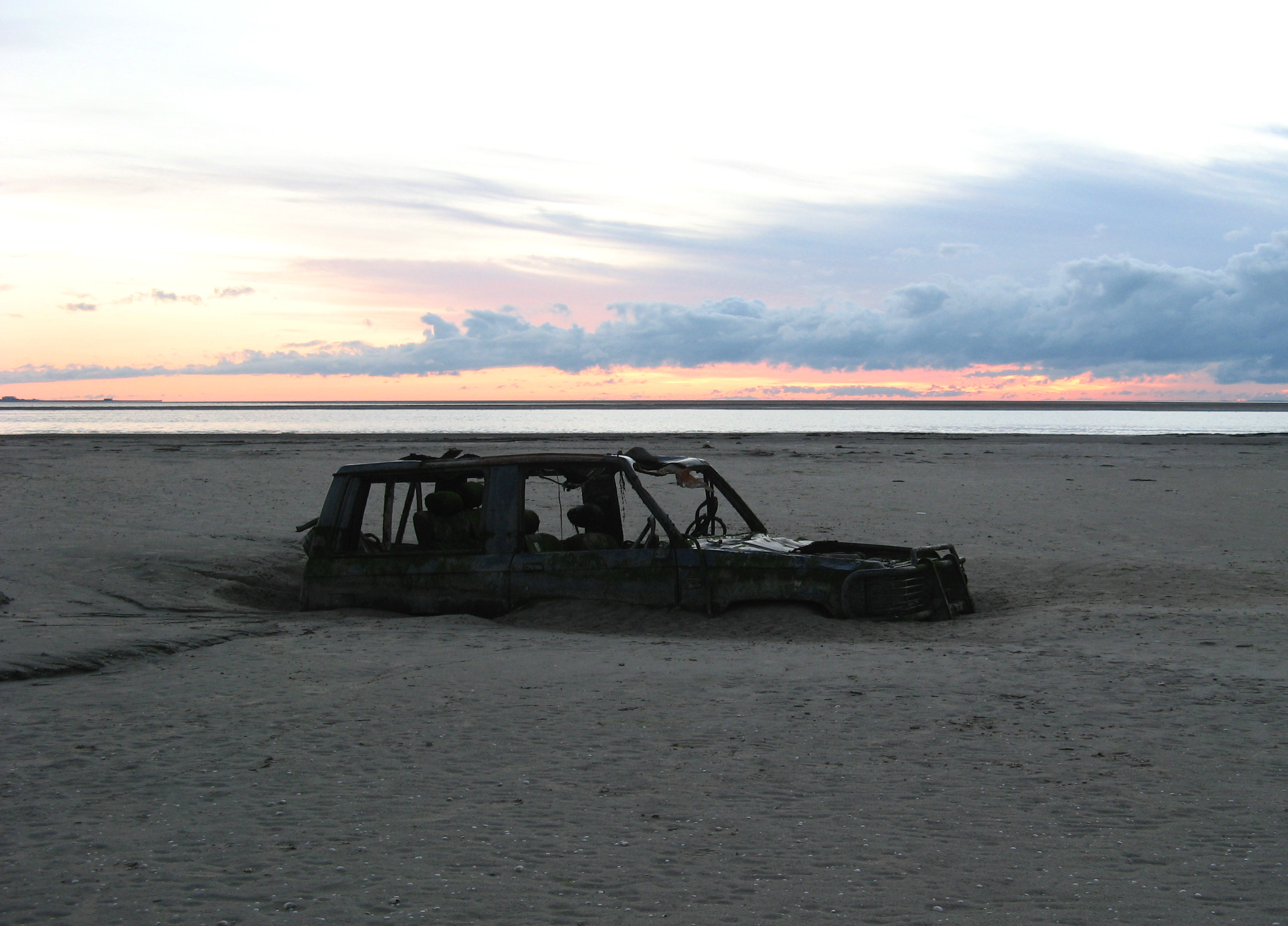
Une voiture abandonnée après sa prise dans la vase